# Lloyd Longman
Lloyd Longman (* 7. März 1909; † nach 1934) war ein kanadischer Langstreckenläufer.
Bei den British Empire Games 1934 in London wurde er Achter über drei Meilen und Siebter über sechs Meilen.
Danach wechselte er auf die Marathondistanz und wurde 1935 Quebec-Meister in 2:42:25 h. 1937 wurde er Sechster bei der US-amerikanischen Meisterschaft und Kanadischer Vizemeister in 2:43:57 h. Bei den British Empire Games 1938 in Sydney wurde er Sechster in 2:54:54 h.
1933 wurde er Kanadischer Meister über drei Meilen, 1933 und 1934 über sechs Meilen.